# Episodi di And Just Like That... (prima stagione)
La prima stagione della serie televisiva And Just Like That..., composta da dieci episodi, è stata distribuita dal servizio streaming statunitense HBO Max dal 9 dicembre 2021 al 3 febbraio 2022.
In Italia, la stagione è andata in onda in prima visione in lingua italiana sul canale satellitare Sky Serie dal 18 dicembre 2021 al 12 febbraio 2022. È stata trasmessa in lingua originale sottotitolata in italiano dal 10 dicembre 2021 al 4 febbraio 2022.
| nº | Titolo originale                   | Titolo italiano             | Pubblicazione USA | Prima TV Italia  |
| -- | ---------------------------------- | --------------------------- | ----------------- | ---------------- |
| 1  | Hello It's Me                      | Tutto diverso, tutto uguale | 9 dicembre 2021   | 18 dicembre 2021 |
| 2  | Little Black Dress                 | Ricominciare                | 9 dicembre 2021   | 18 dicembre 2021 |
| 3  | When in Rome...                    | Un testamento a sorpresa    | 16 dicembre 2021  | 25 dicembre 2021 |
| 4  | Some of My Best Friends            | Nuove amiche                | 23 dicembre 2021  | 25 dicembre 2021 |
| 5  | Tragically Hip                     | Operazione in corso         | 30 dicembre 2021  | 1° gennaio 2022  |
| 6  | Diwali                             | È la cosa giusta?           | 6 gennaio 2022    | 8 gennaio 2022   |
| 7  | Sex and the Window                 | Barlumi di speranza         | 13 gennaio 2022   | 15 gennaio 2022  |
| 8  | Bewitched, Bothered and Bewildered | Stregata, turbata e stupita | 20 gennaio 2022   | 22 gennaio 2022  |
| 9  | No Strings Attached                | Nessun filo ci legherà      | 27 gennaio 2022   | 29 gennaio 2022  |
| 10 | Seeing the Light                   | Si vede la luce             | 3 febbraio 2022   | 5 febbraio 2022  |

## Tutto diverso, tutto uguale
- Titolo originale: Hello It's Me
- Diretto da: Michael Patrick King
- Scritto da: Michael Patrick King

### Trama
Carrie, Charlotte e Miranda, ora sulla cinquantina, rimangono migliori amiche. Stanford (ora un agente di talento) e Anthony (che ha un'attività di panetteria) sono ancora vicini a loro, la coppia perennemente litigiosa. Samantha, dopo aver litigato con Carrie e aver tagliato tutti i legami, ora vive e lavora a Londra. Felicemente sposata con John "Big" Preston, Carrie partecipa a un podcast LGBTQ-friendly diretto da Che Diaz, un cabarettista messicano-americano, non binario. Carrie è a disagio nel discutere di alcuni argomenti, ma Che la avverte che deve impegnarsi di più. Miranda, che sta studiando per un Master in Diritti Umani, si trova in una situazioni imbarazzante incontrando i suoi compagni di classe più giovani e la professoressa, Nya Wallace, una donna afroamericana. Inoltre, Miranda e Steve hanno permesso con riluttanza al figlio di 17 anni, Brady, e alla ragazza, Luisa, di fare un pigiama party e ora devono sopportare il loro sesso rumoroso. Continuamente stressata, Miranda affronta tutto con l'alcol. Charlotte e Harry adorano le loro figlie adolescenti: Lily alle prese con il pianoforte e Rose, ragazza dalla mentalità indipendente. Carrie assiste al saggio di pianoforte di Lily, mentre John opta per un vigoroso allenamento a casa, ma finisce per avere un infarto. Carrie, tornata a casa, lo trova accasciato sul pavimento della doccia dove muore tra le sue braccia.
- Guest star: Nicole Ari Parker (Lisa Todd Wexley), Karen Pittman (dott.ssa Nya Wallace), Julie Halston (Bitsy Von Muffling), Bobby Lee (Jackie Nee), Chris Jackson (Herbert Wexley), LeRoy McClain (Andre Rashad Wallace), Cathy Ang (Lily Goldenblatt), Alexa Swinton (Rose Goldenblatt), Niall Cunningham (Brady Hobbes), Cree Cicchino (Luisa Torres), Pat Bowie (Eunice Wexley), Ivan Hernandez (Franklyn).

## Ricominciare
- Titolo originale: Little Black Dress
- Diretto da: Michael Patrick King
- Scritto da: Michael Patrick King

### Trama
Carrie sceglie come luogo non convenzionale per celebrare il funerale, affinché rifletta John. Samantha manda dei fiori, ma l'SMS di ringraziamento di Carrie rimane senza risposta. L'anziana segretaria di John, Gloria, si emoziona durante il funerale. La vecchia amica Susan-Sharon assiste e fa vaghi riferimenti a qualche faida passata che Carrie ha dimenticato da tempo. Arriva anche Bitsy von Muffling, ora vedova. Miranda rimprovera Che per aver condiviso marijuana con Brady, ignara che Che è il boss del podcast di Carrie. Charlotte, sconvolta, si sente responsabile della morte di John, avendo spinto Carrie a partecipare al saggio di Lily quando avrebbe potuto stare con lui. Carrie assicura Charlotte che non ha alcuna colpa. Carrie è emotivamente impreparata quando le ceneri di John vengono consegnate al loro appartamento. Miranda supera il suo imbarazzo con la professoressa Wallace dopo aver impedito un'aggressione in metropolitana. Miranda continua a usare l'alcol come sostegno emotivo.
- Guest star: Nicole Ari Parker (Lisa Todd Wexley), Karen Pittman (dott.ssa Nya Wallace), Julie Halston (Bitsy Von Muffling), Molly Price, Cathy Ang (Lily Goldenblatt), Alexa Swinton (Rose Goldenblatt), Niall Cunningham (Brady Hobbes), Cree Cicchino (Luisa Torres), James Naughton (fratello di Mr. Big), Chris Henry Coffey (Robert), Brenda Vaccaro (Gloria Marquette).

## Un testamento a sorpresa
- Titolo originale: When in Rome...
- Diretto da: Michael Patrick King
- Scritto da: Julie Rottenberg, Elisa Zuritsky

### Trama
Carrie si unisce al podcast. Dopo aver appreso che John ha lasciato all'ex moglie Natasha un milione di dollari, Carrie sospetta che avessero una relazione. Natasha in seguito dice che lei e John non si sono mai visti dopo il divorzio e che John ha sempre amato Carrie. Natasha rifiuta i soldi, ma Carrie crede che siano state le scuse di John a Natasha per averla sposata. Stanford afferma che Charlotte non lo ha mai accettato come parte della cerchia ristretta delle ragazze. Charlotte chiede consiglio ad Anthony dopo che la figlia dodicenne, Rose, ha ammesso di non sentirsi una ragazza. Charlotte racconta a Carrie di aver trovato delle mini bottiglie di liquore vuote nello zaino di Miranda. Miranda rivela a Charlotte che lei e Steve hanno un matrimonio senza sesso. Carrie, Charlotte e Miranda partecipano alla show comico di Che. Che parla di cambiamenti nella propria vita personale, il che fa riflettere Miranda che torna al club per l'after-party dove passa del tempo con Che. Nel frattempo, Carrie si dirige a casa, ma invece della residenza della Quinta Strada, va invece nel suo vecchio appartamento.
- Guest star: Bridget Moynahan (Natasha Naginsky), Bobby Lee (Jackie Nee), Cathy Ang (Lily Goldenblatt), Alexa Swinton (Rose Goldenblatt), Niall Cunningham (Brady Hobbes), Cree Cicchino (Luisa Torres), Ivan Hernandez (Franklyn), Frank Wood (Norman), Brenda Vaccaro (Gloria Marquette).

## Nuove amiche
- Titolo originale: Some of My Best Friends
- Diretto da: Gillian Robespierre
- Scritto da: Keli Goff

### Trama
Carrie decide di vendere la residenza sulla Quinta Strada. Per attirare gli acquirenti, l'agente immobiliare Seema Patel arreda l'appartamento tutto in beige, deprimendo ulteriormente Carrie. Carrie conserva le ceneri di John nel suo vecchio appartamento finché non avrà capito dove John vorrebbe che fossero. Per diversificare la cerchia sociale sua e di Harry, Charlotte coltiva un'amicizia con Lisa e Herbert Wexley, una coppia afroamericana socialmente importante il cui figlio frequenta la scuola di Lily. Miranda e Nya legano mentre cenano fuori insieme. Nya condivide la sua lotta per rimanere incinta tramite la fecondazione in vitro, mentre Miranda riflette sui pro e contro della maternità. Stanford è in Giappone con la sua unica cliente Ashley, una popolare cantante di TikTok in tournée lì. Anthony dice a Carrie che Stanford vuole il divorzio.
- Guest star: Nicole Ari Parker (Lisa Todd Wexley), Karen Pittman (dott.ssa Nya Wallace), Bobby Lee (Jackie Nee), Chris Jackson (Herbert Wexley), LeRoy McClain (Andre Rashad Wallace), Ali Stroker (Chloe), Alexa Swinton (Rose Goldenblatt), Pat Bowie (Eunice Wexley), Niall Cunningham (Brady Hobbes), Cree Cicchino (Luisa Torres), Rebecca Naomi Jones (Shelly Jenkins), Wakeema Hollis (Deirdre), Ivan Hernandez (Franklyn), Daniel Oreskes (sig. Kouimelis).

## Operazione in corso
- Titolo originale: Tragically Hip
- Diretto da: Gillian Robespierre
- Scritto da: Samanta Irby

### Trama
Charlotte coordina le cure post-operatorie di Carrie dopo l'operazione all'anca. Durante un incontro su Zoom con le sue amiche, Charlotte scopre che la figlia Rose ora si identifica come non binaria e si fa chiamare "Rock". Harry e Charlotte rimangono confusi dopo l'incontro con la preside della scuola. Un'indignata Miranda crede che Charlotte le abbia inviato in forma anonima un libro su come smettere di bere. Durante il recupero, Carrie fa il podcast da casa. Colpita da antidolorifici, menziona inavvertitamente il nome completo di Samantha durante una storia imbarazzante. Successivamente, Carrie scrive a Sam per scusarci, ma le risponde non c'è nessun problema; Carrie, infine, le scrive "Mi manchi" senza ricevere risposta. Che si ferma a casa di Carrie. Mentre Carrie dorme, Che e Miranda si fanno degli shot di tequila in cucina e iniziano a fare sesso. Carrie, che deve andare in bagno ma non ha aiuto per alazarsi, si sveglia per vedere riflessi nello specchio Che e Miranda in cucina. Dopo che Che se ne va, Carrie affronta con rabbia Miranda per l'accaduto e per il suo bere. Miranda ammette di non essere felice riguardo la sua vita e il suo matrimonio. Miranda, in seguito, scopre di aver ordinato lei stessa il libro mentre era ubriaca, quindi decide di sbarazzarsi di tutto l'alcol in casa. Tre mesi dopo, Carrie si è completamente ripresa.
- Guest star: Nicole Ari Parker (Lisa Todd Wexley), Bobby Lee (Jackie Nee), Cathy Ang (Lily Goldenblatt), Alexa Swinton (Rose Goldenblatt), Cree Cicchino (Luisa Torres), Wakeema Hollis (Deirdre), Manu Narayan (dott. Vikash Patel), Ryan Cooper (Travis), Kecia Lewis (Laura), Connie Shi (Robin).

## È la cosa giusta?
- Titolo originale: Diwali
- Diretto da: Cynthia Nixon
- Scritto da: Rachna Fruchbom

### Trama
Per ricominciare da capo, Carrie acquista un appartamento ultramoderno in centro. Charlotte è costernata quando sia Lily che Rock vogliono arredare la loro camera da letto condivisa per riflettere il gusto e l'età di entrambe. Nya invita Miranda a unirsi ad altri studenti in un progetto di ristrutturazione di vecchi condomini in rifugi per donne sfollate. Seema invita Carrie alla celebrazione del Diwali della sua famiglia. Per reprimere la costante pressione dei suoi genitori per sposarsi, Seema afferma falsamente di uscire con "Dennis", un medico (immaginario) di Medici senza frontiere che si trova spesso all'estero. Carrie accompagna Anthony da un chirurgo plastico per un lifting e considera di farsi un ritocchino. Charlotte elogia Miranda per aver smesso di bere, ma mette in dubbio il suo comportamento riguardo a Che, su cui Miranda fantastica costantemente. A Carrie non piace il nuovo appartamento e torna al suo vecchio appartamento.
- Guest star: Karen Pittman (dott.ssa Nya Wallace), Jonathan Groff (dott. Paul David), LeRoy McClain (Andre Rashad Wallace), Niall Cunningham (Brady Hobbes), Cathy Ang (Lily Goldenblatt), Alexa Swinton (Rose Goldenblatt), Ajay Mehta (padre di Seema), Madhur Jaffrey (madre di Seema), Mandi Masden (Myrtle), Akim Black (Robert).

## Barlumi di speranza
- Titolo originale: Sex and the Window
- Diretto da: Anu Valia
- Scritto da: Julie Rottenberg, Elisa Zuritsky

### Trama
L'editrice di Carrie, Amanda, suggerisce di aggiungere un finale promettente al nuovo libro di Carrie che racconta la sua vedovanza. A tal fine, Carrie ha un appuntamento con Peter, un bel vedovo. La serata inizia in modo imbarazzante ma finisce con l'alcol quando entrambi vomitano per strada ubriachi. Miranda è delusa dal fatto che Che non abbia mai risposto ai suoi DM. Più tardi, il tentativo di sesso tra lei e Steve svanisce rapidamente. Charlotte diventa eccessivamente competitiva durante la partita di tennis tra lei e Harry contro Lisa e Herbert. Dopo diversi tentativi di fecondazione in vitro falliti, Nya e Andre accettano di provare a concepire in modo naturale. Charlotte aiuta Lisa a organizzare un'asta di raccolta fondi per la scuola. Un appuntamento a pranzo con Carrie viene messo all'asta senza alcuna offerta. Una Carrie imbarazzata fa un'offerta su se stessa, solo per essere superata da Peter. All'asta, Miranda incontra Che, che si scusa per non aver letto i suoi DM; lasciano l'asta e fanno sesso, Miranda dice che ama Che.
- Guest star: Nicole Ari Parker (Lisa Todd Wexley), Karen Pittman (dott.ssa Nya Wallace), Chris Jackson (Herbert Wexley), LeRoy McClain (Andre Rashad Wallace), Jon Tenney (Peter), Ashlie Atkinson (Amanda).

## Stregata, turbata e stupita
- Titolo originale: Bewitched, Bothered and Bewildered
- Diretto da: Anu Valia
- Scritto da: Rachna Fruchbom

### Trama
Che pone fine alla relazione tra lei e Miranda, credendo che Miranda e Steve fossero in un "matrimonio aperto" e che lui sapesse della loro relazione. Quando Lily scopre Charlotte e Harry che fanno sesso orale, Charlotte afferma goffamente che stava solo controllando Harry per il cancro, spaventando Lily che ora pensa che suo padre sia malato. La giovane vicina di casa di Carrie, Lisette, una designer di gioielli, si scusa per i suoi rumorosi incontri sulla pianerottolo esterno, svegliando continuamente Carrie di notte. Charlotte ha un colloquio con Lily dopo aver scoperto i suoi selfie semi-provocatori pubblicati su Instagram. Miranda dichiara il suo amore a Che e promette che lascerà Steve. Che ricambia i sentimenti di Miranda, ma avverte che sarebbe una relazione non tradizionale. Miranda dice a Steve che vuole il divorzio. Steve dice che non può più continuare a sopportare tutto per sembrare di avere un buon matrimonio. Miranda poi vola a Cleveland dove si esibisce Che.
- Guest star: Bobby Lee (Jackie Nee), Cathy Ang (Lily Goldenblatt), Katerina Tannenbaum (Lisette Alee), Niall Cunningham (Brady Hobbes), Cree Cicchino (Luisa Torres), Corey Saucier (Shane), Bethlehem Million (Smoke).

## Nessun filo ci legherà
- Titolo originale: No Strings Attached
- Diretto da: Nisha Ganatra
- Scritto da: Michael Patrick King, Julie Rottenberg, Elisa Zuritsky

### Trama
Miranda recluta Carrie e Charlotte per imbiancare il centro di accoglienza per donne a Brooklyn. Carrie pubblica una foto su Instagram di se stessa che indossa i gioielli di Lisette per aumentare le sue vendite. Rock non è intenzionata ad avere un Bat Mitzvah. Anthony porta il nuovo amico Justin a cena da Charlotte e Harry, poi gli ordina di andarsene dopo aver affermato che l'Olocausto è una bufala. Non volendo perdere un'imminente festa in piscina negli Hamptons, Lily chiede a Charlotte come usare gli assorbenti interni. Che e Miranda raggiungono un'intesa reciproca. Carrie e Peter hanno una ripetizione del loro disastroso primo appuntamento, ma nessuno dei due è pronto per una relazione. Carrie spera che Steve possa ritrovare l'amore dopo che lui dice che si considererà sempre sposato con Miranda. Le opinioni divergenti sull'avere figli portano la relazione di Nya e Andre a un bivio. Poco incline ai lavori manuali, Seema se ne sta in disparte a fumare seduta poco lontanto, quando fa la conoscenza di Zed, l'attraente proprietario di un disco club che si trova proprio in quella strada. Carrie, che indossa sia la sua fede nuziale e quella di John, va nel panico dopo aver quasi perso quella di John nello scarico di un lavandino. Successivamente mette via entrambi gli anelli e invia un messaggio a Peter per un terzo appuntamento.
- Guest star: Nicole Ari Parker (Lisa Todd Wexley), Karen Pittman (dott.ssa Nya Wallace), Chris Jackson (Herbert Wexley), LeRoy McClain (Andre Rashad Wallace), Jon Tenney (Peter), Katerina Tannenbaum (Lisette Alee), William Abadie (Zed), Cathy Ang (Lily Goldenblatt), Alexa Swinton (Rose Goldenblatt), Niall Cunningham (Brady Hobbes), Cree Cicchino (Luisa Torres).

## Si vede la luce
- Titolo originale: Seeing the Light
- Diretto da: Nisha Ganatra
- Scritto da: Michael Patrick King, Julie Rottenberg, Elisa Zuritsky

### Trama
L'appuntamento di Carrie e Peter finisce platonicamente mentre Seema trascorre tre giorni appassionati con Zed. Carrie crede che John stia inviando di nuovo segnali postumi sul suo appuntamento con Peter. Un rabbino transgender accetta di officiare il "They Mitzvah" di Rock. Quando a Che viene offerto un pilot televisivo, Miranda accetta di raggiungerla a Los Angeles, rifiutando uno stage prestigioso e terminando il semestre a distanza. Nya e Andre si stanno separando. Il produttore di Che, Franklyn, offre a Carrie il suo podcast. Rock si rifiuta di partecipare alla cerimonia "They Mitzvah", affermando di non identificarsi con nessun particolare gruppo, religione, genere, non-genere o qualsiasi altra cosa. Charlotte, un'ebrea convertita che non ha mai avuto una Bat Mitzvah, prende il posto di Rock. Miranda parte per LA mentre Brady e Luisa partono per l'Europa. Nell'anniversario di un anno, Carrie, dopo aver sognato che John vuole essere a Parigi, disperde le sue ceneri nella Senna. Poi scrive a Samantha, che accetta di incontrarsi a Londra. Tornata a New York, il primo podcast di Carrie su Sex and the City è un successo; dopo, Carrie e Franklyn condividono un bacio romantico.
- Guest star: Nicole Ari Parker (Lisa Todd Wexley), Karen Pittman (dott.ssa Nya Wallace), Bobby Lee (Jackie Nee), Jon Tenney (Peter), William Abadie (Zed), Cathy Ang (Lily Goldenblatt), Alexa Swinton (Rose Goldenblatt), Niall Cunningham (Brady Hobbes), Ivan Hernandez (Franklyn), Hari Nef (Rabbi Jen), James Naughton (fratello di Mr. Big), Bethlehem Million (Smoke).